# Гёггинген (Вюртемберг)
Гёггинген (нем. Göggingen) — община в Германии, в земле Баден-Вюртемберг.
Подчиняется административному округу Штутгарт. Входит в состав района Восточный Альб. Население составляет 2438 человек (на 31 декабря 2010 года). Занимает площадь 11,38 км².